# No Frills

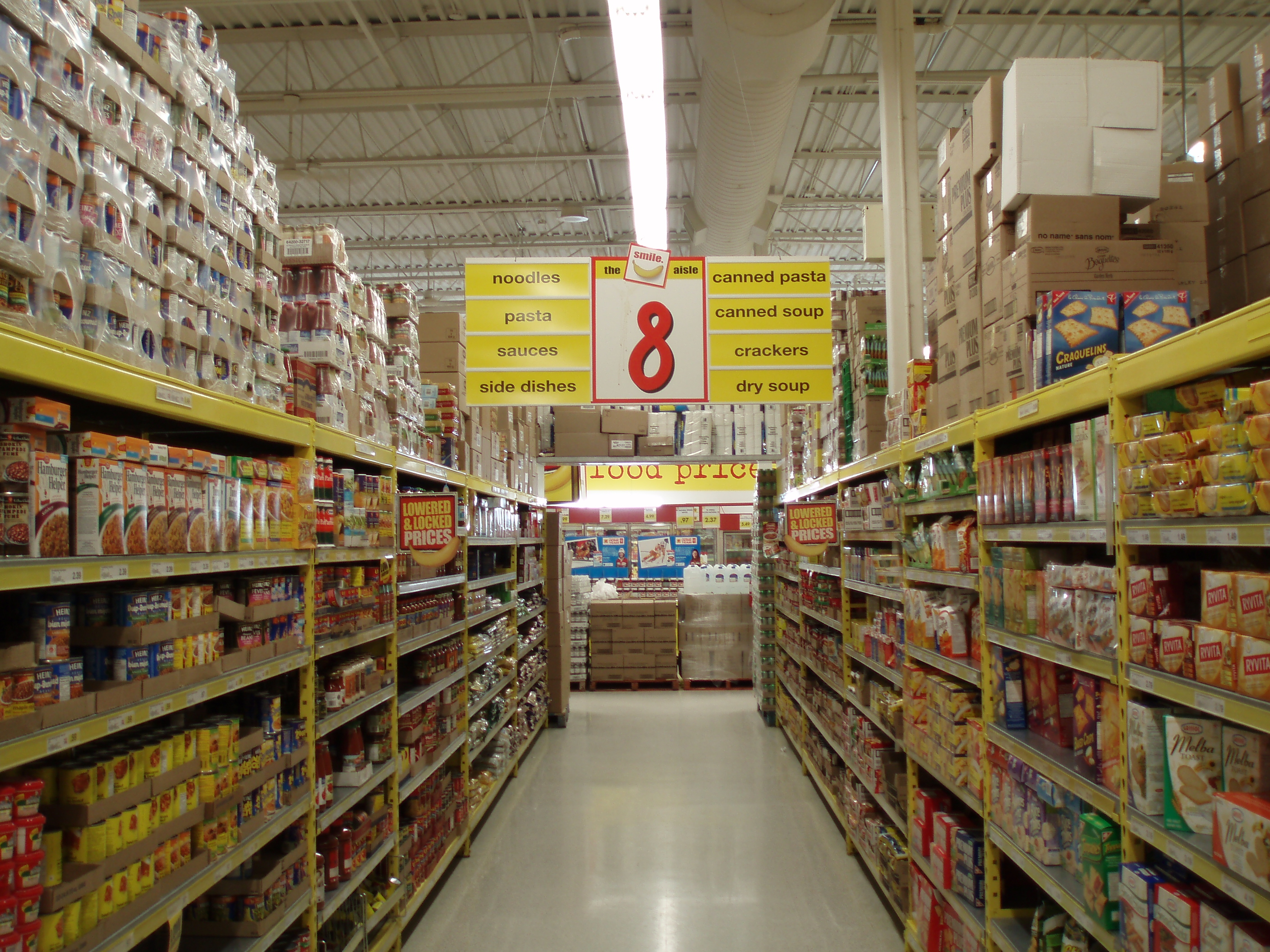
Intérieur du magasin No Frills d'Oak Ridges

No Frills, typographié nofrills, que l'on pourrait traduire en français par « sans fioritures », est une chaîne canadienne de supermarchés alimentaires de type hard-discount fondée en 1978 et appartenant au groupe Les Compagnies Loblaw Limitée. La chaîne possède plus de 175 magasins dans sept provinces du Canada, dont l'Ontario, l'Alberta, la Colombie-Britannique, la Saskatchewan, le Nouveau-Brunswick, la Nouvelle-Écosse et Terre-Neuve-et-Labrador.
La chaîne n'est pas offerte au Québec, où Loblaws utilise la marque Maxi.
L'enseigne propose en grande partie des produits d'entrée de gamme de la marque Sans nom.